# Zebrzydowice (gmina)
Zebrzydowice – gmina wiejska w województwie śląskim, w powiecie cieszyńskim, historycznie na Śląsku Cieszyńskim. W latach 1975–1998 gmina położona była w województwie katowickim (jest zatem jedyną gminą powiatu cieszyńskiego, która nie wchodziła w skład województwa bielskiego).
Siedziba gminy to Zebrzydowice, składające się z dwóch sołectw, a jedno z nich – Zebrzydowice Dolne do 30 grudnia 1999 było określane jako oficjalna siedziba gminy.
Według danych z 30 czerwca 2004 gminę zamieszkiwały 12 384 osoby. Natomiast według danych z 31 grudnia 2017 roku gminę zamieszkiwało 13 284 osób.
Położona jest na granicy z Czechami, jej teren jest pagórkowaty, liczne lasy i stawy. Gmina leży na ważnym szlaku komunikacyjnym, posiada węzeł kolejowy, a do czasu wejścia Polski do strefy Schengen znajdowały się na jej terenie Przejście graniczne Zebrzydowice-Petrovice u Karviné oraz drogowe przejście graniczne w Marklowicach Górnych.

## Struktura powierzchni
Według danych z roku 2002 gmina Zebrzydowice ma obszar 41,68 km², w tym:
- użytki rolne: 59%
- użytki leśne: 22%

Gmina stanowi 5,71% powierzchni powiatu.

## Demografia

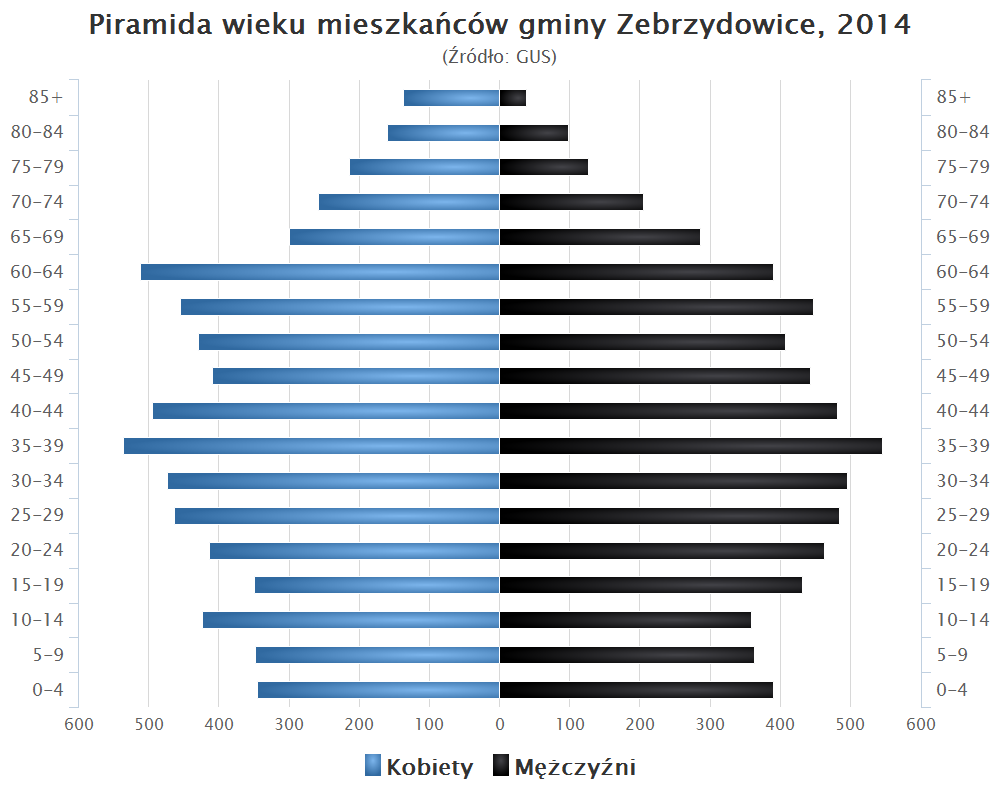
Piramida wieku mieszkańców gminy Zebrzydowice w 2014 roku

Dane z 30 czerwca 2004:
| Opis                              | Ogółem | Ogółem | Kobiety | Kobiety | Mężczyźni | Mężczyźni |
| --------------------------------- | ------ | ------ | ------- | ------- | --------- | --------- |
| jednostka                         | osób   | %      | osób    | %       | osób      | %         |
| populacja                         | 12 384 | 100    | 6331    | 51,1    | 6053      | 48,9      |
| gęstość zaludnienia (mieszk./km²) | 297,1  | 297,1  | 151,9   | 151,9   | 145,2     | 145,2     |

## Miejscowości wchodzące w skład gminy

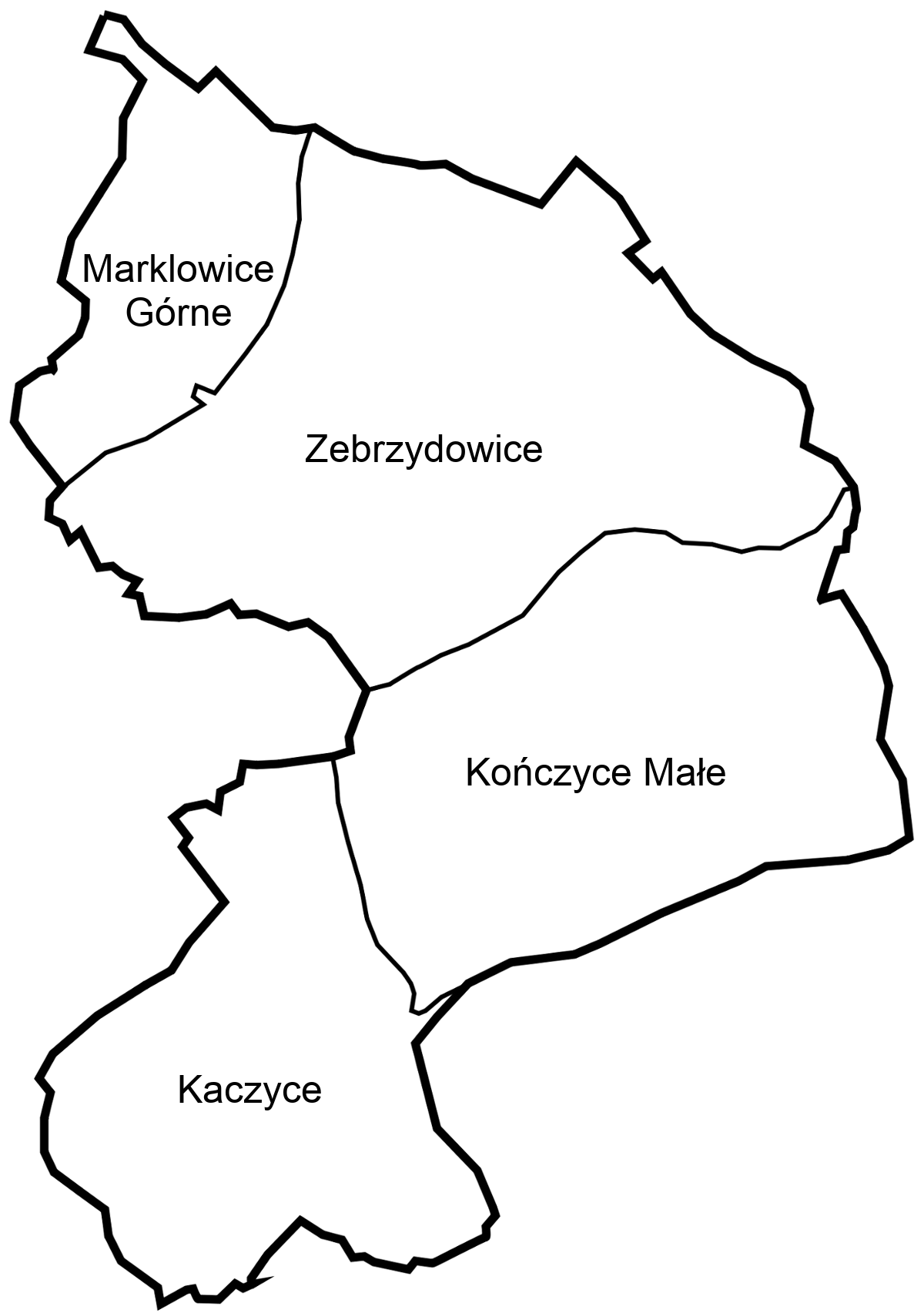
Miejscowości gminy Zebrzydowice

W skład gminy wchodzą 4 miejscowości i 5 sołectw (miejscowość Zebrzydowice składa się z 2 sołectw):
| Miejscowość                                                                     | Powierzchnia (w ha) | Ludność (2011) | Gęstość zaludnienia | Położenie |
| ------------------------------------------------------------------------------- | ------------------- | -------------- | ------------------- | --------- |
| Zebrzydowice (wieś gminna, 2 sołectwa: Zebrzydowice Dolne i Zebrzydowice Górne) | 1559                | 5 368          | 323,7               |           |
| Kaczyce                                                                         | 927                 | 3 173          | 329,7               |           |
| Kończyce Małe                                                                   | 1194                | 3 327          | 275,9               |           |
| Marklowice Górne                                                                | 464                 | 1 094          | 219,4               |           |

Powierzchnia wyrównawcza wynosi 24 ha.

## Sąsiednie gminy
Hażlach, Jastrzębie-Zdrój, Pawłowice, Strumień. Gmina sąsiaduje z Czechami.